# Joy Morrissey
Joyce Rebekah "Joy" Morrissey (née Inboden ; le 30 janvier 1981), est une femme politique britannique du Parti conservateur d'origine américaine. 
Elle est députée pour Beaconsfield depuis 2019.

## Jeunesse
Morrissey est née dans l'Indiana, aux États-Unis. Elle fréquente le Worthington Christian High School et obtient son diplôme en 1999. Morrissey obtient une maîtrise spécialisée en politique sociale européenne de la London School of Economics. Après avoir terminé ses études de troisième cycle, elle obtient la nationalité britannique et a maintenant la double nationalité britannico-américaine.

## Carrière politique
Morrissey est conseillère conservatrice élue au Conseil d'Ealing, où elle représente le quartier de Hanger Hill (du nom de la région du même nom) jusqu'en avril 2020. 
Elle est candidate de liste à l'échelle de Londres aux élections de l'Assemblée de Londres en 2016, mais n'est pas élue.
Morrissey se présente sans succès à Ealing Central et Acton aux élections générales de 2017. Le siège est l'un d'un nombre à Londres qui est marginal avant les élections, mais où le député travailliste sortant s'est renforcé,.
En 2018, elle cherche en vain à être nommée candidate à la mairie des conservateurs de Londres pour les élections municipales de Londres en 2021, se classant ainsi parmi les trois finalistes.
En 2019, Morrissey est choisie comme nouvelle candidate du parti conservateur pour Beaconsfield. Lors des élections anticipées de décembre, Morrissey bat l'ancien conservateur Dominic Grieve, qui a représenté Beaconsfield pendant 22 ans et se présente en tant qu'indépendant,. Lors de son élection, elle devient la troisième femme députée née aux États-Unis.
En 2020, Morrissey est nommée secrétaire parlementaire privé du ministère des Affaires étrangères et du Commonwealth.